# الرياضة في جمهورية التشيك

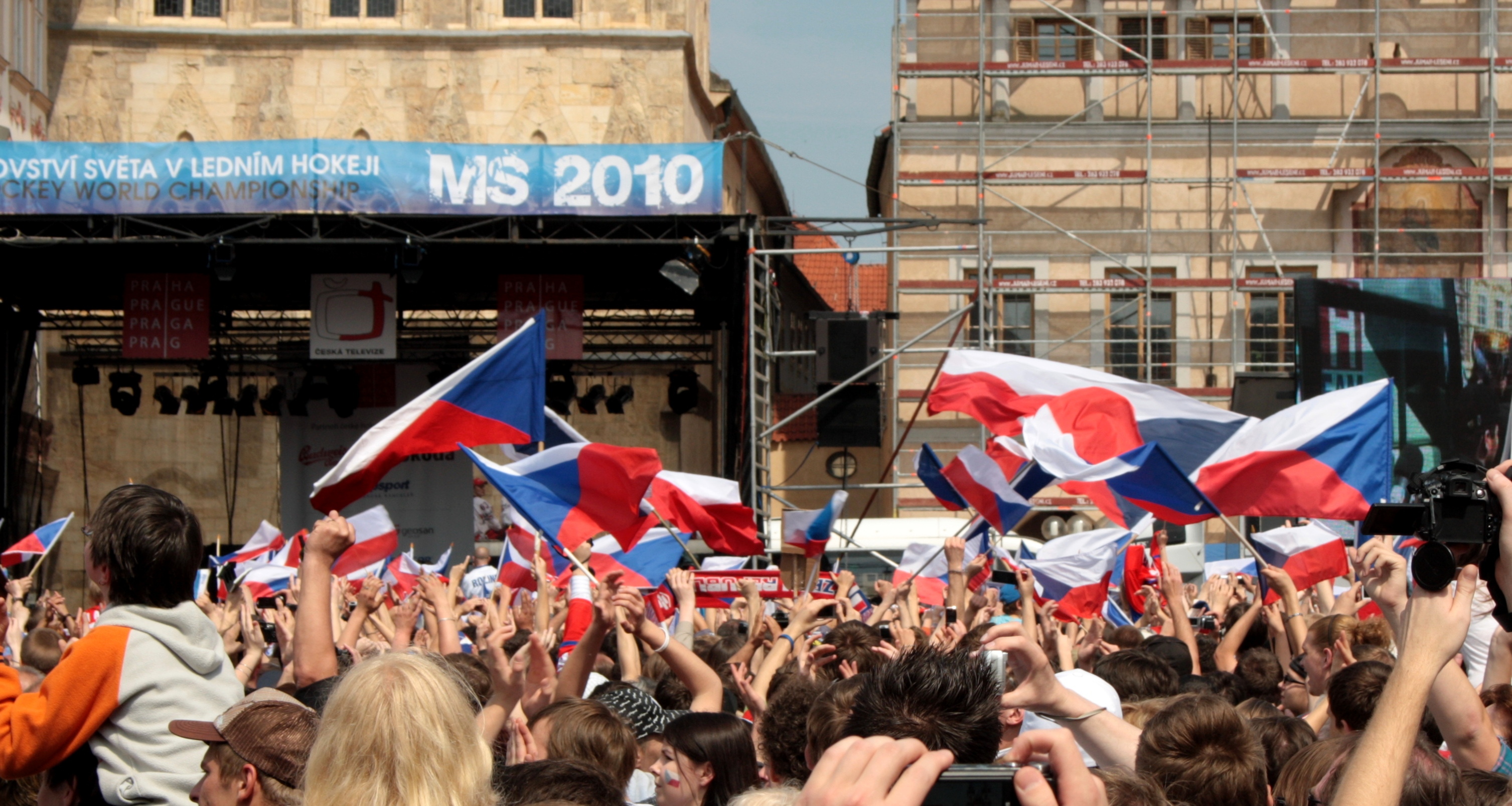
التشيكيون يحتفلون بفوز منتخب الهوكي ببطولة العالم

الرياضة في التشيك تعتبر الرياضة جزء مهم من ثقافة التشيكيين، الرياضات الأكثر شعبية في جمهورية التشيك هي كرة القدم وهوكي الجليد، الرياضات الشعبية الأخرى هي كرة السلة وكرة الطائرة وكرة اليد وكرة اليد التشيكية وكرة الأرض وألعاب القوى وكرة المضرب وتنس الطاوله، في كرة القدم أبرز إنجاز للتشيك عندما كانت مندمجة مع سلوفاكيا في منتخب تشيكوسلوفاكيا لكرة القدم وصلت مرتين إلى المباراة النهائية في كأس العالم وذلك في 1934 و 1970 كما منتخب تشيكوسلوفاكيا إلا أنها خسرت في المباراتين، تمكن من الفوز بلقب أمم أوروبا 1976 في يوغوسلافيا، وفي هوكي الجليد تمكن منتخب التشيك من تحقيق بطولة العالم 12 مرة ويعتبر بذلك ثالث أكثر منتخب حقق اللقب بعد روسيا وكندا.